# 2027년 FISU 하계 세계 대학 경기 대회
2027년 FISU 하계 세계 대학 경기 대회(영어: 2027 FISU Summer World University Games)는 XXXIII 하계 세계 대학 경기 대회(영어: XXXIII Summer World University Games), 2027년 하계 유니버시아드라는 명칭으로도 알려져 있는 FISU 하계 세계 대학 경기 대회로 2027년 8월에 대한민국의 충청도에서 열릴 예정이다.

### 방송
- 미국 - NBC
- 중국 - CCTV
- 일본 - NHK, TBS
- 대한민국 - JTBC, KBS1, KBS2, MBC, SBS